# Pulkovo
Pulkovo este o localitate din Rusia plasată în vecinătatea imediată a orașului Sankt Petersburg, unde se află printre altele: 
- renumitul Observator Astronomic de la Pulkovo.
- aeroportul pentru zboruri interne și internaționale Pulkovo, care deservește orașul Sankt Petersburg